# (6125) 1989 CN
(6125) 1989 CN là một tiểu hành tinh vành đai chính. Nó được phát hiện bởi Seiji Ueda và Hiroshi Kaneda ở Kushiro, Hokkaidō, Nhật Bản, ngày 4 tháng 2 năm 1989.